# Sergio Rubini
Sergio Rubini (Grumo Appula, 21 dicembre 1959) è un attore, regista e sceneggiatore italiano.

## Biografia
Rubini nasce a Grumo Appula, comune del barese, figlio di un capostazione e di una maestra elementare originari di Gravina in Puglia. Dopo aver terminato gli studi nel Liceo Scientifico Federico II di Altamura, nel 1978 si trasferisce a Roma per frequentare l'Accademia nazionale d'arte drammatica, che abbandonerà dopo soli due anni. Suonatore di pianoforte e grande appassionato di teatro, riesce a lavorare con importanti registi quali Antonio Calenda, Gabriele Lavia, Enzo Siciliano ed Ennio Coltorti.

Sergio Rubini in Il caso Moro (1986)

Dopo alcune esperienze radiofoniche, esordisce sul grande schermo nel 1985 con Figlio mio, infinitamente caro..., a cui faranno seguito nel corso di un anno Desiderando Giulia e Il caso Moro. Nel 1987 svolse i provini per interpretare il ruolo di Fellini giovane per la pellicola Intervista, e con sua grande sorpresa riuscì ad ottenere la parte. Anche se il maestro di Rimini lo considerava più somigliante a Vittorio De Sica che a sé stesso, appena lo vide di persona per la prima volta gli disse: "Complimenti, signor Rubini, lei, all'opposto della maggioranza degli attori, assomiglia alle sue fotografie". Nello stesso anno ottiene il suo primo ruolo da protagonista nell'opera prima di Giuseppe Piccioni, Il grande Blek.
La sua esperienza nel cinema subisce una svolta nel 1989, anno in cui incontra l'autore e sceneggiatore Umberto Marino, con cui inizierà un lungo sodalizio artistico. Nel 1990 esordisce come regista con La stazione, film tratto da un'opera teatrale proprio di Marino con cui vince come miglior film alla Settimana internazionale della critica al Festival di Venezia, cui seguono La bionda (1993), la commedia Prestazione straordinaria (1994), sul tema delle molestie sessuali, Il viaggio della sposa (1997), Tutto l'amore che c'è (2000), L'anima gemella (2002), L'amore ritorna (2004), La terra (2006), Colpo d'occhio (2008), L'uomo nero (2009), Mi rifaccio vivo (2013) e Dobbiamo parlare (2015).
Il suo modo di fare cinema sarà influenzato anche da due figure fondamentali: l'attrice Margherita Buy, compagna di lavoro e poi di vita, e il regista Gabriele Salvatores che, con Nirvana (1997), Denti (2000) e Amnèsia (2002), ne estrapolerà l'aspetto surreale. Attraverso Salvatores, Sergio Rubini entra in contatto con il gruppo, che comprende una grossa fetta del Teatro dell'Elfo (Bebo Storti, Antonio Catania, Elio De Capitani, Paolo Rossi, Claudio Bisio, Gigio Alberti) e altri attori come Diego Abatantuono e Silvio Orlando.
Nel frattempo continua a lavorare come attore in film di altri registi, come Antonello Grimaldi (Nulla ci può fermare, 1989; Il cielo è sempre più blu, 1996), Giuseppe Piccioni (Chiedi la luna, 1991; Condannato a nozze, 1993; Questi giorni, 2016), Carlo Verdone (Al lupo al lupo, 1992), Giuseppe Tornatore (Una pura formalità, 1994), Pino Quartullo (Storie d'amore con i crampi, 1995), Francesca Archibugi (L'albero delle pere, 1998), Anthony Minghella (Il talento di Mr. Ripley, 1999), Alessandro Piva (Mio cognato, 2003), Mel Gibson (La passione di Cristo, 2004); Giovanni Veronesi (Manuale d'amore, 2005; Manuale d'amore 2 - Capitoli successivi, 2007; Genitori & figli - Agitare bene prima dell'uso, 2010; L'ultima ruota del carro, 2013; Non è un paese per giovani, 2017; Moschettieri del re - La penultima missione, 2018) e Susanna Nicchiarelli (Cosmonauta, 2009; La scoperta dell'alba, 2013). Le collaborazioni con Alessandro D'Alatri (Commediasexi, 2006) e Giulio Manfredonia (Qualunquemente, 2011; La nostra terra, 2014) hanno ottenuto grandi successi al botteghino. Ha partecipato anche all'ultima pellicola di Ettore Scola (Che strano chiamarsi Federico, 2013) e nel ruolo di protagonista nel film di Pippo Mezzapesa Il bene mio del 2018.
Da diversi anni è docente di recitazione cinematografica presso l'Accademia nazionale d'arte drammatica; tra i suoi progetti didattici più importanti si ricordano i lungometraggi 6 sull'autobus (2012) e Fuori sede (2016), realizzati con gli allievi di recitazione e regia dell'accademia. Nel 2020 è regista e attore in uno spot pubblicitario della Nuova Barilla. Nel 2023 prende parte all'esordio alla regia di Micaela Ramazzotti, Felicità. L’anno seguente interpreta se stesso nella fiction Rai Gloria.

## Vita privata
Dal 1991 al 1993 è stato sposato con la collega Margherita Buy, conosciuta in accademia. Dal 1999 vive e lavora con la moglie, la sceneggiatrice Carla Cavalluzzi.
È ateo.

## Filmografia

### Attore

#### Cinema
- Figlio mio, infinitamente caro..., regia di Valentino Orsini (1985)
- Desiderando Giulia, regia di Andrea Barzini (1986)
- Il caso Moro, regia di Giuseppe Ferrara (1986)
- Il grande Blek, regia di Giuseppe Piccioni (1987)
- Intervista, regia di Federico Fellini (1987)
- Treno di panna, regia di Andrea De Carlo (1988)
- Una notte, un sogno, regia di Massimo Manuelli (1988)
- I giorni randagi, regia di Filippo Ottoni (1988)
- Mortacci, regia di Sergio Citti (1989)
- Oltre l'oceano, regia di Ben Gazzara (1990)
- La stazione, regia di Sergio Rubini (1990)
- Chiedi la luna, regia di Giuseppe Piccioni (1991)
- Al lupo al lupo, regia di Carlo Verdone (1992)
- La bionda, regia di Sergio Rubini (1993)
- Condannato a nozze, regia di Giuseppe Piccioni (1993)
- Una pura formalità, regia di Giuseppe Tornatore (1994)
- Prestazione straordinaria, regia di Sergio Rubini (1994)
- Storie d'amore con i crampi, regia di Pino Quartullo (1995)
- Il cielo è sempre più blu, regia di Antonello Grimaldi (1995)
- I 36 colpi, regia di Fabio Scamoni (1997)
- Nirvana, regia di Gabriele Salvatores (1997)
- Il viaggio della sposa, regia di Sergio Rubini (1997)
- L'ultima stazione (Die Letzte Station), regia di Bogdan Dreyer (1998)
- Del perduto amore, regia di Michele Placido (1998)
- L'albero delle pere, regia di Francesca Archibugi (1998)
- Ecco fatto, regia di Gabriele Muccino (1998)
- Panni sporchi, regia di Mario Monicelli (1999)
- Il talento di Mr. Ripley (The Talented Mr. Ripley), di Anthony Minghella (1999)
- Mirka, regia di Rachid Benhadj (2000)
- Tutto l'amore che c'è, regia di Sergio Rubini (2000)
- Giorni dispari, regia di Dominick Tambasco (2000)
- Denti, regia di Gabriele Salvatores (2000)
- Amnèsia, regia di Gabriele Salvatores (2002)
- L'anima gemella, regia di Sergio Rubini (2002)
- La forza del passato, regia di Piergiorgio Gay (2002)
- A.A.A.Achille, regia di Giovanni Albanese (2003)
- Mio cognato, regia di Alessandro Piva (2003)
- La passione di Cristo (The Passion of the Christ), regia di Mel Gibson (2004)
- L'amore ritorna, regia di Sergio Rubini (2004)
- Manuale d'amore, regia di Giovanni Veronesi (2005)
- Mai dove dovremmo essere, regia di Davide Minnella (2005)
- La terra, regia di Sergio Rubini (2006)
- Commediasexi, regia di Alessandro D'Alatri (2006)
- Manuale d'amore 2 - Capitoli successivi, regia di Giovanni Veronesi (2007)
- Colpo d'occhio, regia di Sergio Rubini (2008)
- No problem, regia di Vincenzo Salemme (2008)
- Indovina chi sposa mia figlia! (Maria, ihm schmeckt's nicht!), regia di Neele Leana Vollmar (2009)
- Cosmonauta, regia di Susanna Nicchiarelli (2009)
- L'uomo nero, regia di Sergio Rubini (2009)
- Genitori & figli - Agitare bene prima dell'uso, regia di Giovanni Veronesi (2010) - cameo
- Tutto l'amore del mondo, regia di Riccardo Grandi (2010)
- Qualunquemente, regia di Giulio Manfredonia (2011)
- La scoperta dell'alba, regia di Susanna Nicchiarelli (2012)
- Mi rifaccio vivo, regia di Sergio Rubini (2013)
- L'ultima ruota del carro, regia di Giovanni Veronesi (2013)
- Che strano chiamarsi Federico, regia di Ettore Scola (2013)
- Road 47 (A Estrada 47), regia di Vicente Ferraz (2014)
- La nostra terra, regia di Giulio Manfredonia (2014)
- Sei mai stata sulla Luna?, regia di Paolo Genovese (2015)
- La stoffa dei sogni, regia di Gianfranco Cabiddu (2015)[7]
- Dobbiamo parlare, regia di Sergio Rubini (2015)
- Fuori sede, regia di Sergio Rubini (2016)
- Questi giorni, regia di Giuseppe Piccioni (2016)
- Non è un paese per giovani, regia di Giovanni Veronesi (2017)
- Terapia di coppia per amanti, regia di Alessio Maria Federici (2017)
- Quando sarò bambino, regia di Edoardo Palma (2018)
- Il bene mio, regia di Pippo Mezzapesa (2018)
- Moschettieri del re - La penultima missione, regia di Giovanni Veronesi (2018)
- Il grande spirito, regia di Sergio Rubini (2019)
- Aspromonte - La terra degli ultimi, regia di Mimmo Calopresti (2019)
- Se mi vuoi bene, regia di Fausto Brizzi (2019)
- Storia di mia moglie (A feleségem története), regia di Ildikó Enyedi (2021)
- Il principe di Roma, regia di Edoardo Falcone (2022)
- Educazione fisica, regia di Stefano Cipani (2022)
- La divina cometa, regia di Mimmo Paladino (2022)
- Nina dei lupi, regia di Antonio Pisu (2023)
- Felicità, regia di Micaela Ramazzotti (2023)

#### Televisione
- Un altro varietà, regia di Antonello Falqui (1986)
- Casa di bambola, regia di Gianni Serra – sceneggiato TV (1986)
- Cinema che follia!, regia di Antonello Falqui (1988)
- Il conte di Montecristo (Le Comte de Monte Cristo), regia di Josée Dayan – miniserie TV (1998)
- Chiara e dolce è la notte (1999)
- Balzac - Una vita di passioni, regia di Josée Dayan – film TV (1999)
- Sacco e Vanzetti, regia di Fabrizio Costa – miniserie TV (2005)
- La contessa di Castiglione, regia di Josée Dayan – miniserie TV (2006)
- La strada di casa – serie TV (2017-2019)
- Maledetti amici miei (2019) – programma TV Rai 2
- Più forti del destino, regia di Alexis Sweet – miniserie TV (2022)
- Gloria, regia di Fausto Brizzi - serie TV, episodio 1x01 (2024)

### Regista e sceneggiatore
- La stazione (1990)
- La bionda (1993)
- Prestazione straordinaria (1994)
- Il viaggio della sposa (1997)
- Tutto l'amore che c'è (2000)
- L'anima gemella (2002)
- L'amore ritorna (2004)
- La terra (2006)
- Colpo d'occhio (2008)
- L'uomo nero (2009)
- Mi rifaccio vivo (2013)
- Dobbiamo parlare (2015)
- Il grande spirito (2019)
- I fratelli De Filippo (2021)
- Leopardi - Il poeta dell'infinito – miniserie TV (2025)

### Doppiatore
- Wesley Snipes in A Wong Foo, grazie di tutto! Julie Newmar
- Vicepresidente degli Uomini Grigi in Momo alla conquista del tempo
- Jackie Earle Haley in Lincoln
- Aramis in Tutti per 1 - 1 per tutti

## Riconoscimenti
Nel 1990 Per La stazione, si aggiudica il Nastro d'argento e il David di Donatello per la migliore opera prima.
Nel 2008 a Bari, nel corso dell'evento Extra il Governatore della Regione Puglia Nichi Vendola lo ha nominato Ambasciatore dell'olio extravegine di oliva nel mondo.
Il 9 aprile 2011 riceve dal Foggia Film Festival il Premio Figlio di Puglia.
Nel 2009 ha ricevuto il Premio Federico Fellini 8½ per l'eccellenza artistica al Bif&st di Bari.

### David di Donatello
- 1991 – Miglior regista esordiente per La stazione[9]
- 1991 – candidatura a Miglior attore protagonista per La stazione
- 1991 – candidatura a Migliore sceneggiatura per La stazione
- 1997 – candidatura a Miglior attore protagonista per Nirvana
- 2006 – candidatura a Miglior film per La terra
- 2006 – candidatura a Miglior regista per La terra
- 2006 – candidatura a Miglior attore non protagonista per La terra
- 2006 – candidatura a Migliore sceneggiatura per La terra
- 2017 – candidatura a Miglior attore protagonista per La stoffa dei sogni

### Nastro d'argento
- 1991 – Migliore regista esordiente per La stazione
- 1991 – candidatura a Migliore sceneggiatura per La stazione
- 2000 – candidatura a Migliore attore non protagonista per Il talento di Mr. Ripley
- 2003 – candidatura a Migliore soggetto per L'anima gemella
- 2004 – candidatura a Migliore attore protagonista per Mio cognato
- 2005 – candidatura a Migliore soggetto per L'amore ritorna
- 2007 – candidatura a Migliore attore non protagonista per Commediasexi e La terra[10]
- 2008 – candidatura a Migliore attore non protagonista per Colpo d'occhio[11]

### Globo d'oro
- 1991 – Miglior opera prima per La stazione
- 2006 – candidatura a Miglior regista per La terra
- 2006 – Gran Premio della Stampa Estera per La terra

### Ciak d'oro
- 1991 – Miglior opera prima per La stazione[12]
- 1997 – Migliore attore non protagonista per Nirvana[12]
- 1999 – Migliore attore non protagonista per Del perduto amore
- 2004 – Migliore attore non protagonista per L'amore ritorna[13]
- 2006 – Migliore attore non protagonista per La terra[14]

## Audiolibri
- Cecità di José Saramago letto da Sergio Rubini, 2011, Emons-Feltrinelli
- Sostiene Pereira di Antonio Tabucchi letto da Sergio Rubini, 2013, Emons-Feltrinelli
- La forma dell'acqua di Andrea Camilleri letto da Sergio Rubini, 2013, Emons Audiolibri
- Stoner di John Williams, letto da Sergio Rubini, 2014, Emons Audiolibri
- Le nostre anime di notte

## Discografia

### Partecipazioni
- 2014 – Davide Cavuti I capolavori di Alessandro Cicognini, lettura nel brano Nel segreto di un fiume